# Libido (Sprache)
Das Libido (auch Marako, Mareqo) ist eine hochlandostkuschitische Sprache, die im südlichen Zentraläthiopien gesprochen wird. Gemäß Zensus von 1998 wurde sie von 36.612 Menschen gesprochen, davon sprachen 14.623 ausschließlich Libido. Das Libido ist eng verwandt mit dem Hadiyya.